# 東筑波ユートピア
東筑波ユートピア（ひがしつくばユートピア）は、茨城県石岡市に位置する動物園。メディアで取り上げられた際に、来園者の少なさから日本一お客さんの来ない動物園と呼ばれ、注目を集める。

## 概要
1975年に、前園長である小川高広が、筑波山周辺に家族やカップルが楽しめるような施設が少ない事から、豊かな土壌と風景を生かした観光スポットを作ろうと考え開業。ベンガルトラや熊などを飼育・展示し、バブル期には1日4000人の来園者を集める事もあったが、バブル崩壊後は客足が遠のき、2017年には6日連続で来園者が来ない日もあった。しかし、日本テレビのバラエティ番組『天才!志村どうぶつ園が2018年に「日本一お客さんの来ない動物園」と取り上げた事をきっかけに各メディアから注目を集める。2019年9月17日に株式会社戦豆へ東筑波ユートピア運営事業が譲受された。

## 主な動き

### イノシシ牧場 再生計画
2018年に『天才!志村どうぶつ園』の企画として再生計画が始まった。
初回のロケで来園したトレンディエンジェルの斎藤司や動物コンサルタントである田井基文が、小川と複数回のロケや話し合いを重ね、「動物園のコンセプトを明確に打ち出す」事を目的に、「Endemic Zoo（その土地特有の動物園）」をコンセプトにした新しい「イノシシ牧場」を建設する事になった。改修工事にかかる費用はクラウドファンディングで集める事となり、目標金額の4000万円を上回る5816万円が集まった。
当初は2019年3月にオープン予定だったが、全国的な豚熱流行のため延期され、同年7月20日に新名称「いのししのくに」となり一般公開となった。

### 小田原城のサル移転
2023年（令和5年）12月にサル舎だけが残っていた旧小田原動物園のサル7匹の譲渡を受けることとなった。受け入れるサルの群れと飼育中のサルの群れとを引き離すため、小田原市が費用を負担してサル舎を改修する。

## 施設一覧
- お土産売場
- キャットピア
- おさるのステージ
- なかよし広場
- ドックストリート
- 休憩所
- お食事処
- モンキーハウス
- お猿の絶景展望台
- 健康坂
- 資料館
- いのししのくに

## 飼育動物
- イノシシ
- ニホンザル
- ツキノワグマ
- ネコ
- イヌ
- ルリコンゴウインコ
- ポニー
- ヤギ
- ヒツジ
- ウサギ
- モルモット
- アヒル
- クジャク
- ニワトリ
- ハクビシン
- フェレット
- ハムスター
- ケヅメリクガメ
- ひよこ

## 営業概要

### 営業時間
（この節の出典：）
- 10:00 - 16:00（入園は15:00まで）
- 休園日：毎週木曜日（悪天候による臨時休園あり）

### 入園料
- 一般料金
  - 大人（中学生以上）：1,200円（割引券あり：1,000円）
  - 子ども（3歳以上）：720円（割引券あり：500円）
- 団体料金（15名以上）及び障がい者手帳をお持ちの方（付添者含む）
  - 大人（中学生以上）：900円
  - 子ども（3歳以上）：400円

### 交通
（この節の出典：）
- 車
  - 常磐自動車道 土浦北IC筑波出口より、朝日トンネル通過し25分
  - 常磐自動車道 千代田石岡ICより35分
- 電車
  - JR常磐線 石岡駅下車、関東鉄道で柿岡車庫バス停下車、徒歩（ハイキングコース）で50分